# Ratibořská kotlina
Ratibořská kotlina, polsky Kotlina Raciborska, je geomorfologický celek nacházející se na pravém a levém břehu řeky Odry a tvoří nejjižnější část Slezské nížiny. Z jihozápadu a jihu ji ohraničuje Płaskowyż Głubczycki (Opavská pahorkatina). Nachází se v okrese Ratiboř a okrese Wodzisław (Slezské vojvodství) a v okrese Kandřín-Kozlí a okrese Krapkowice (Opolské vojvodství) v jižním Polsku. Ratibořskou kotlinu protíná také řeka Ruda. Plocha Ratibořské kotliny je 1219 km². Jižní cíp Ratibořské kotliny se nazývá Brama Raciborska (Ratibořská brána) a nachází se zde také soutok řek Odra a Olše. Ratibořská kotlina (resp. Brama Raciborska) navazuje na Ostravskou pánev a tvoří úsek česko-polské státní hranice. Geologie oblasti je silně ovlivněna povodím Odry a bývalými ledovci doby ledové. Oblast je také charakteristická poměrně četnými bludnými balvany a souvky.

## Osídlení
Největším městem Ratibořské kotliny je Racibórz (Ratiboř) podle kterého získala kotlina svůj název.

## Poldery v Ratibořské kotlině
Polder Buków (postavený v roce 2002) společně s polderem Racibórz Dolny (postavený v roce 2020), jsou největší vodní stavbou v Polsku. Slouží k regulaci množství vody v řece Odra a ochraně před povodněmi. Při jejich výstavbě zaniklo také několik vesnic, které byly těžce poničeny povodní na Odře v roce 1997.

## Další informace
Doposud největším nalezeným bludným balvanem Ratibořské kotliny je Bludný balvan na náměstí Svobody v Ratiboři, který byl nalezen ve Wojnowicích.

## Galerie

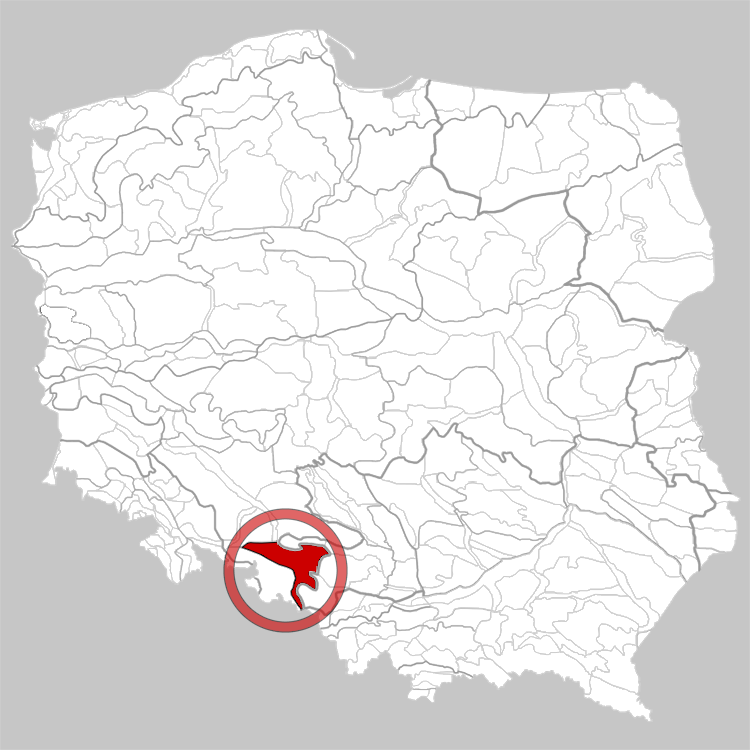
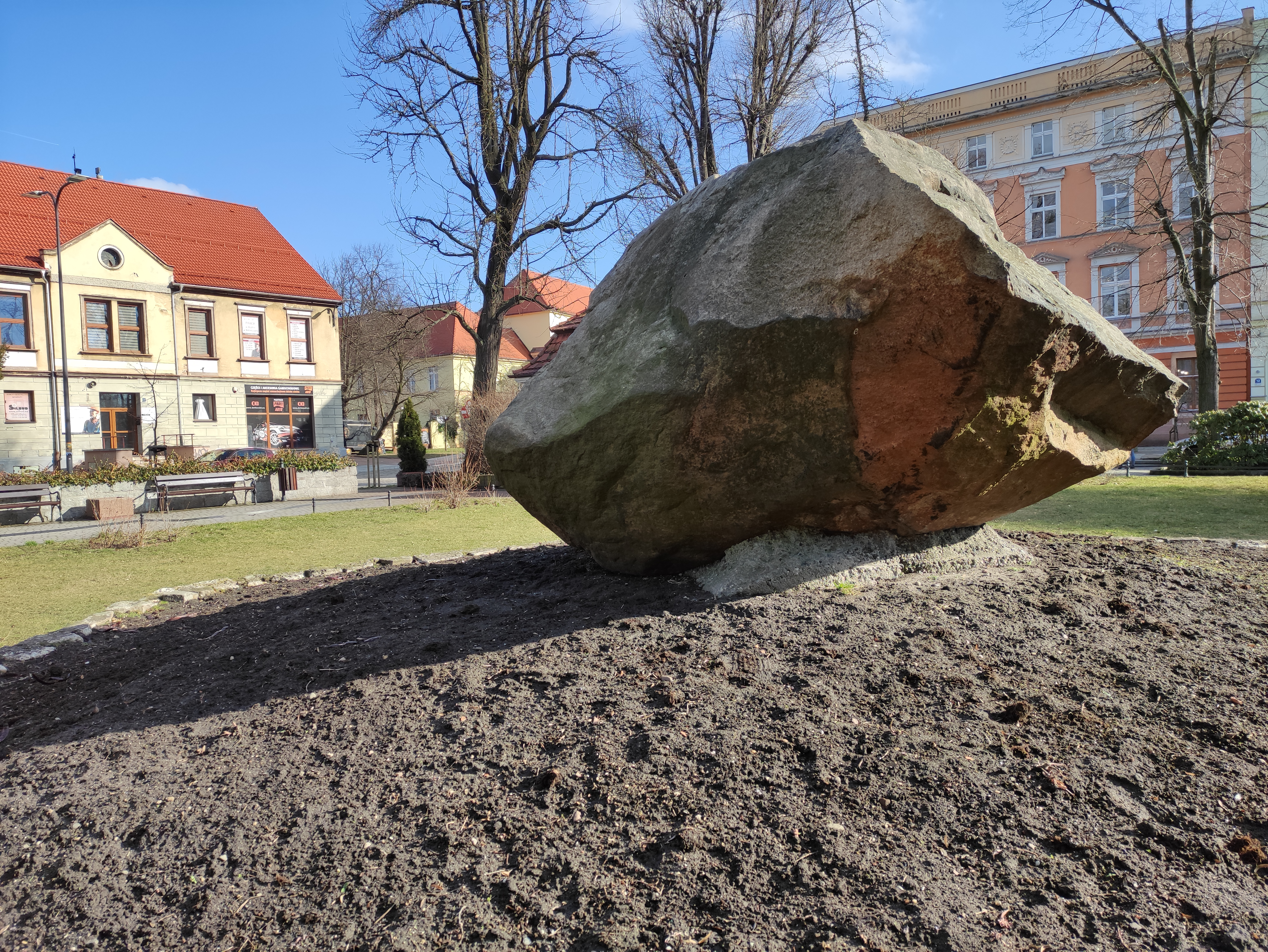
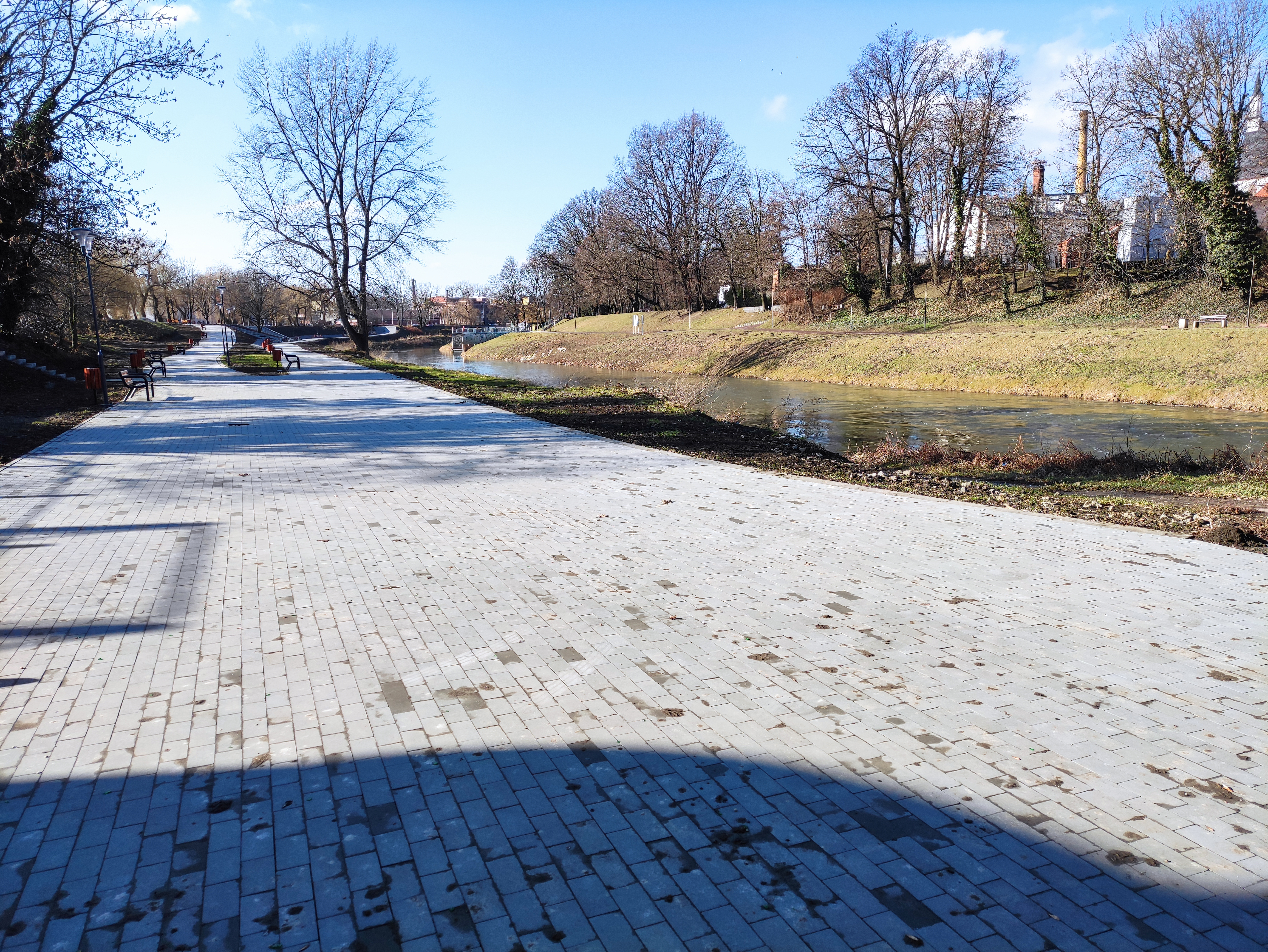